# Kenneth Nichols

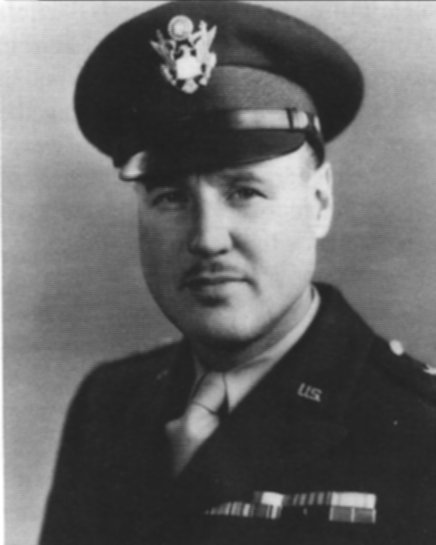
O major-general Kenneth D. Nichols.

Kenneth David Nichols CBE (Cleveland, 13 de novembro de 1907 – Bethesda, 21 de fevereiro de 2000) foi um oficial do Exército dos Estados Unidos e um engenheiro civil que trabalhou no projeto secreto Projeto Manhattan, que desenvolveu a bomba atômica durante a Segunda Guerra Mundial. Ele atuou como Engenheiro Adjunto do Distrito subordinado a James C. Marshall, e a partir de 13 de agosto de 1943 como Engenheiro do Distrito do Distrito de Engenheiros do Projeto Manhattan. Nichols liderou tanto a instalação de produção de urânio no Clinton Engineer Works em Oak Ridge, Tennessee, quanto a instalação de produção de plutônio no Hanford Engineer Works no estado de Washington.